# Independence (FSRU)
Independence (FSRU) – плавуча установка з регазифікації та зберігання (Floating storage and regasification unit, FSRU) зрідженого природного газу (ЗПГ), споруджена для норвезької компанії Höegh.

## Загальна інформація
Судно спорудили в 2014 році на верфі південнокорейської Hyundai Heavy Industries в Ульсані.
Розміщена на борту Independence регазифікаційна установка здатна видавати 11,3 млн м3 на добу, а зберігання ЗПГ відбувається у резервуарах загальним об’ємом 170000 (за іншими даними – 167042) м3. 
За необхідності, судно може використовуватись як звичайний ЗПГ-танкер та пересуватись до місця призначення зі швидкістю 16 вузлів.

## Служба судна
В 2014 році Independence розпочала роботу на литовському терміналі у Клайпеді за 10-річним контрактом з компанією Klaipėdos Nafta. 
Контракт передбачав можливість викупу і в 2022-му Klaipėdos Nafta оголосила про свій намір скористатись даним положенням. Це стане можливим в 2024 році, а вартість судна становитиме 154 млн доларів США.